# Maya (bestick)

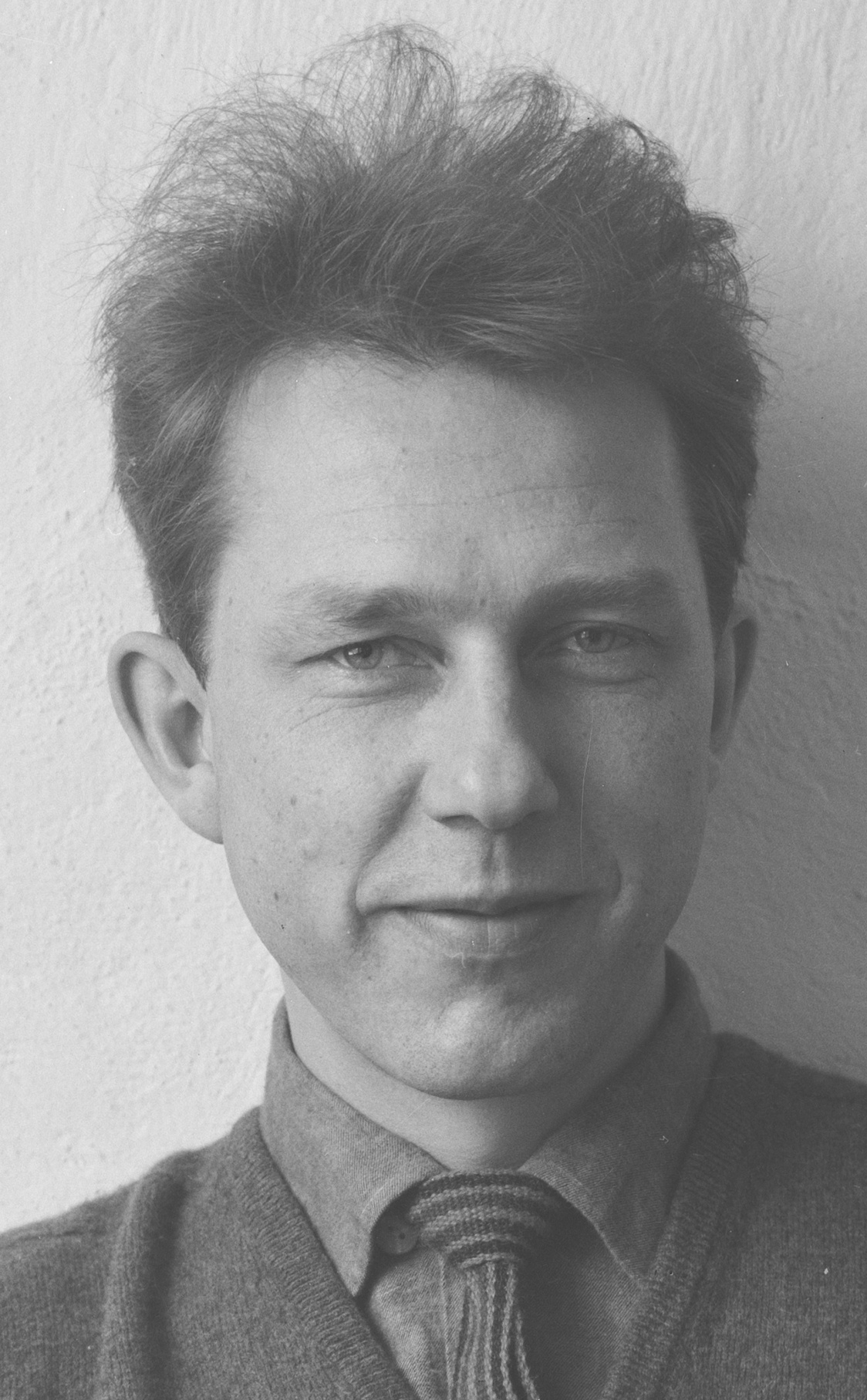
Tias Eckhoff var 36 år gammal när han formgav bestickserien Maya.

Maya är en bordsbestickserie i rostfritt stål, som formgivits av Tias Eckhoff.
Maya formgavs omkring 1960. Efter ett långt, besvärligt och dyrbart utvecklingsarbete lanserades besticket 1961 av Norsk Stålpress och har tillverkats kontinuerligt sedan dess. Det dröjde dock till 1970-talet innan det slog igenom på marknaden. Sedan senare delen av 2000-talet tillverkas det av Stelton under namnet Stelton Norstaal Maya.
Modellen var Tias Eckhoffs första bestick för Norsk Stålpress/Norstaal. Han formgav senare för samma företag även Una från 1973, Tiki från 1974, Chaco från 1990 samt från 2000 Maya 2000 (en ny och slankare version av Maya med något längre skaft).
Maya tillverkas i matt kromnickelstål. Besticken har ett aningen triangulärt skaft. En matsked är 19,2 centimeter lång och har en största bredd på 3,2 centimeter. Maya har fått bland andra Den norske designprisen, Merket for god design och 1991 Norsk Designråds Klassikerpris.
Maya blev en storsäljare och en av Norsk Stålpress viktigaste produkter, inte minst på exportmarknaderna.